# (2742) Gibson
(2742) Gibson es un asteroide perteneciente al cinturón de asteroides descubierto por Carolyn Jean S. Shoemaker desde el observatorio del Monte Palomar, Estados Unidos, el 6 de mayo de 1981.

## Designación y nombre
Gibson fue designado inicialmente como 1981 JG3.
Posteriormente se nombró en honor del astrónomo estadounidense James Gibson.

## Características orbitales
Gibson está situado a una distancia media del Sol de 2,912 ua, pudiendo acercarse hasta 2,718 ua y alejarse hasta 3,106 ua. Su excentricidad es 0,06662 y la inclinación orbital 3,162 grados. Emplea en completar una órbita alrededor del Sol 1815 días.

## Características físicas
La magnitud absoluta de Gibson es 11,9.